# 勝行院 (いわき市)
勝行院（しょうぎょういん）は、福島県いわき市常磐湯本町にある真言宗智山派の寺院。

## 歴史
806年（大同元年）、徳一によって開山された。
本堂の横の釈迦堂には、福島県の重要文化財に指定されている「木造釈迦如来坐像」がある。南北朝時代の作といわれており、宋朝の影響を受けているという。
また、本堂近くには1988年（昭和63年）に建立された三重塔がある。鎌倉時代後期の様式で建てられた。

## 文化財
- 木造釈迦如来坐像（福島県指定重要文化財 昭和51年5月4日指定）[2]
- 木造迦葉・阿難立像（いわき市指定文化財 平成18年4月28日指定）[3]

## 交通アクセス
- 湯本駅より徒歩12分。